# Lachnocladiaceae
Lachnocladiaceae — родина грибів порядку Сироїжкові. Поширена в помірному і тропічному поясі. Представники є сапротрофами на гниючій деревині, іноді на стеблах рослин.
За інформацією 10-го видання Словника грибів (Dictionary of the Fungi), родина містить 8 родів і 124 описаних види.

## Зовнішні посилання
- Таксономія на сайті www.mycobank.org